# Gu Yanwu
Gu Yanwu (en xinès tradicional: 顧炎武; en xinès simplificat: 顾炎武; en pinyin: Gù Yánwǔ; Kunshan, Jiangsu, Xina 15 de juliol de 1613 - Quwo, Shaanxi, Xina 15 de febrer de 1682). Filòsof, historiador i geògraf xinès de la transició entre les dinasties Ming i Qing, sovint considerat com el filòsof més important de la seva generació.

## Biografia
Gran viatger amb esperit enciclopèdic, considerat com un dels pares de la crítica textual moderna. Va ser un dels grans conreadors del gènere literari "biji" (quaderns de notes) que es caracteritza per ser un recull de petits texts de matèries molt diverses (notes de lectura, reflexions filosòfiques, anècdotes de viatges, escrits de ficció, etc.). Un dels "biji" més importants va ser "Rizhilu" (notes sobre els coneixements apresos dia a dia). Com a filòsof s'oposava a les especulacions abstractes dels filòsofs de les dinasties Song i Ming. També se'l considera com el pare de "l'Escola de Han" que preconitzava el retorn a l'estudi dels clàssics Han i un estudi filosòfic dels textos antics.
Va escriure sobre altres temes, com estudis sobre geografia ("Tianxia junguo libingshu"), inscripcions històriques i treballs sobre fonètica històrica, que posteriorment va seguir Dai Zhen (1724-1777) i una sèrie d'assajos (1660),"Junxian lun", crítics amb el sistema administratiu dels governs tant dels Ming com dels Qing, on proposava introduir l'esperit del sistema "fengjian" en el cos del sistema "funxian".